# Don’t You Wanna Know
Don't You Wanna Know är Cecilia Kallins andra singel som soloartist och den släpptes 27 april 2018. En musikvideo som spelats in i Sydafrika till låten under 2017 släpptes 31 maj 2019.